# Ipiranga de Goiás

Ipiranga de Goiás este un oraș în Goiás (GO), Brazilia.